# Phymata pallida
Phymata pallida är en insektsart som beskrevs av Nicholas A. Kormilev 1957. Phymata pallida ingår i släktet Phymata och familjen rovskinnbaggar. Inga underarter finns listade i Catalogue of Life.